# صحافة رقمية

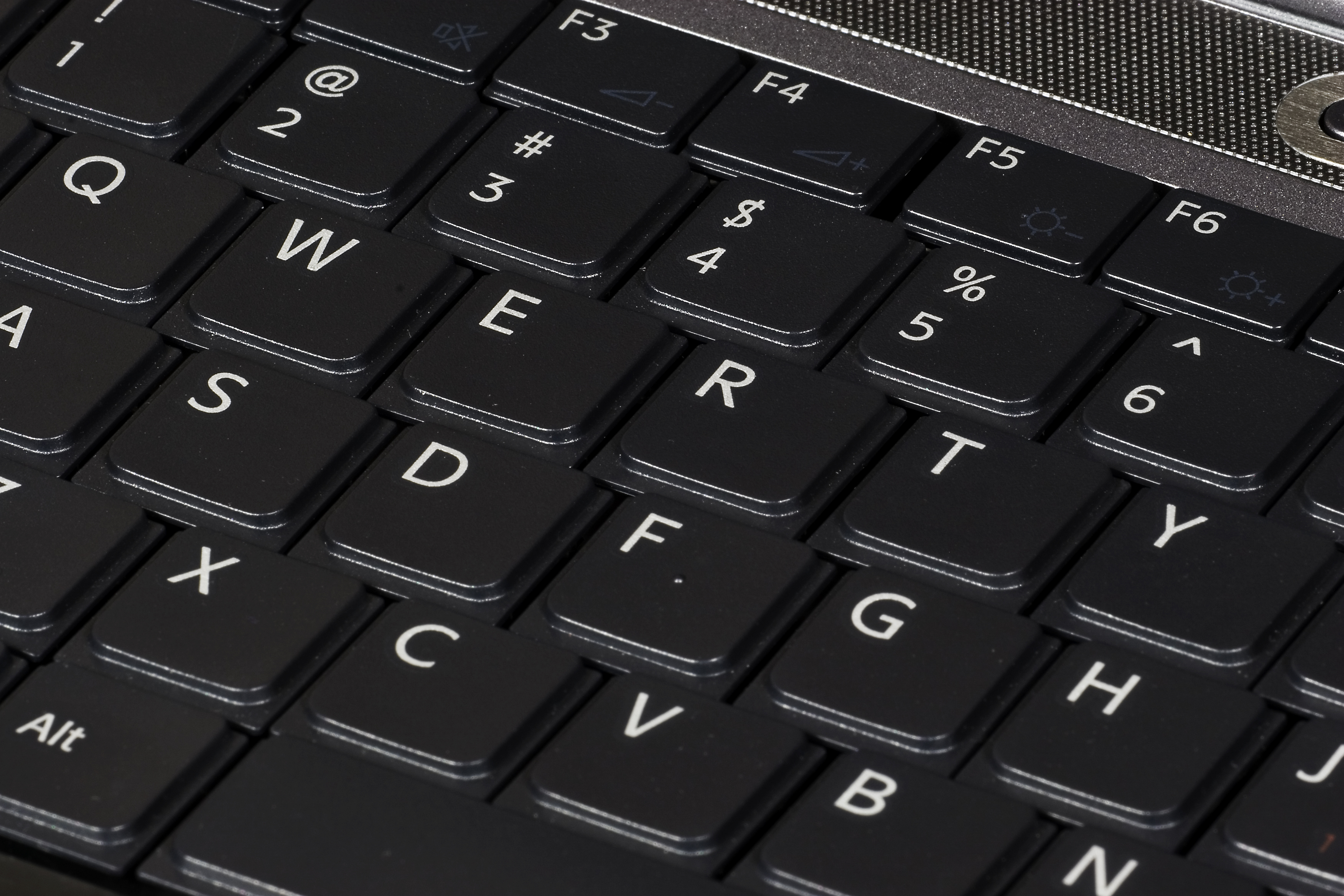

الصحافة الرقمية هي الصحافة التي تنشأ من شبكة الإنترنت. وتوفر الإبداعات التقنية، التي سمحت في الماضي بالتوزيع المجمع للأخبار والمعلومات على عدد كبير من الجماهير، نفس تلك السلطة للأفراد. وتخلق الصحافة الرقمية أفقًا إعلاميا جديدًا للقرن الحادي والعشرين، من خلال تقنيات تقلل الحواجز المفروضة على الدخول وشبكات الحاسوب، بالإضافة إلى أنواع الكتابة الحديثة، مثل المدونات. وقد أصبح الأفراد والمنظمات الأساسية، الذين تحرروا من ضرورة تقديم استثمارات ضخمة من أجل التوزيع ومعدات الإنتاج، روادًا في العديد من الأنماط والممارسات الصحفية الجديدة، وقاموا بخلق أشكال تواصلية جديدة مثل يوتيوب ومواقع الويب المحلية المعتمدة على المواقع الجغرافية.

## نظرة عامة
لا توجد اتفاقية مطلقة فيما يتعلق بما يمكن أن يُطلق عليه اسم الصحافة الرقمية. ويكفي بعض الجماهير المتابعين عبر الإنترنت تطويع محتويات الطباعة لأغراض أخرى، في حين أن غيرهم يحتاجون إلى المحتويات التي يتم عملها من خلال السمات الفريدة للوسائط الرقمية مثل النصوص الفائقة. ويضيف فوندفيلا جاسكون الوسائط المتعددة والتفاعلية لإكمال جوهر الصحافة الرقمية. بالنسبة لديوز، يمكن أن يتم التمييز وظيفيًا بين الصحافة عبر الإنترنت والأنواع الأخرى من الصحافة من خلال المكون الفني لها، والذي يجب أن يضعه الصحفيون في اعتبارهم عند إنشاء أو عرض المحتويات. ويمكن أن تتراوح الأعمال الصحفية الرقمية من المحتويات التحريرية الخالصة مثل السي إن إن (التي يتم إنتاجها من خلال الصحفيين المحترفين) عبر الإنترنت وحتى مواقع ويب الاتصالات العامة مثل سلاش دوت (Slashdot) (الاتصالات التي تفتقد إلى الحواجز الرسمية للإدخال). وربما يتمثل الاختلاف الذي يميز الصحافة الرقمية عن الصحافة التقليدية في الدور الذي تم إعادة تخيله للمحرر مقارنةً بالجماهير والمنظمات الإخبارية. وقد كانت توقعات المجتمع حول المعلومات الفورية ضرورية من أجل تطوير الصحافة الرقمية.
. ومع ذلك، يحتمل أن تكون الطبيعة والأدوار الدقيقة للصحافة الرقمية غير معروفة بشكل كامل لبعض الوقت.

## معلومات تاريخية
بدأت الصحافة الرقمية مع اختراع أجهزة الكمبيوتر الشخصية في السبعينيات من القرن العشرين. وقد تم اختراع أول نوع من أنواع الصحافة الرقمية، والذي كان يطلق عليه اسم تليتيكست (بث النصوص على وحدة عرض مرئية)، في بريطانيا العظمى عام 1970. والتليتيكست عبارة عن نظام يسمح للعارضين باختيار الأخبار والقصص التي يرغبون في قرائتها وعرضها بشكل فوري. وتكون المعلومات التي يتم توفيرها من خلال التليتيكست قصيرة وفورية، وتشبه المعلومات التي نراها في الصحافة الرقمية اليوم.
بعد اختراع التليتيكست، تم اختراع الفيديوتيكست، حيث كان النظام بريستل (teletext) أول نظام عالمي، حيث تم إطلاقه بشكل تجاري في عام 1979، حيث اصطفت العديد من الصحف البريطانية مثل ذا فاينانشال تايمز من أجل توفير القصص الصحفية عبر الإنترنت من خلال هذا النظام. وقد تم إغلاق الفيديوتيكست في عام 1986 بسبب الفشل في الوفاء بمتطلبات المستخدم النهائي.
وقد حدثت زيادة كبيرة في الصحافة الرقمية عبر الإنترنت في وقت لاحق مع ظهور أول مستعرضات ويب تجارية نتسكيب نافيجاتور (Netscape Navigator) (1994) وإنترنت إكسبلورر (1995). وبحلول عام 1996، كانت معظم المنافذ الإخبارية تظهر على شبكة الإنترنت. ورغم تغيير الغرض من المحتويات الصحفية من مصادر النصوص / الفيديو / الصوت الأصلية بدون تغيير في الجوهر، فإنه أمكن استهلاكها بطرق مختلفة بسبب شكلها على الإنترنت عبر أشرطة الأدوات، والمحتويات التي يتم تجميعها حسب الموضوع، وارتباطات التناص. وقد كانت دورة الأخبار على مدار أربع وعشرين ساعة والطرق الجديدة للوحات الويب الخاصة بالتفاعل بين المستخدمين والصحافة بين السمات الفريدة للتنسيق الرقمي. وفي وقت لاحق، أدت بوابات الويب مثل AOL وYahoo! ومواقع تجميع الأخبار الخاصة بها (أي المواقع التي تقوم بتجميع وتصنيف الارتباطات من المصادر الإخبارية) إلى توفير الوكالات الإخبارية، مثل الأسوشيتد برس، محتويات ملائمة للصيغة الرقمية للتجميع بما يتجاوز حدود ما كان يمكن أن يستخدمه موفرو أخبار العملاء في الماضي.
واليوم، تعد المواقع الإخبارية المباشرة أكثر أشكال إنتاج الوسائط الإخبارية انتشارًا. ومنذ عام 2000، تستخدم الأغلبية العظمى للصحفيين في العالم الغربي الآن شبكة الإنترنت بشكل منتظم في أعمالهم اليومية.
وبالإضافة إلى المواقع الإخبارية المباشرة، يمكن رؤية الصحافة الرقمية في مواقع الفهارس والفئات (المواقع التي لا تحتوي على قدر كبير من المحتويات الأصلية، ولكنها تحتوي على العديد من الارتباطات إلى المواقع الإخبارية المتاحة)، ومواقع الميتا والتعليقات (المواقع المتعلقة بمشكلات الوسائط الإخبارية مثل مراقبة وسائل الإعلام) ومواقع المشاركة والحوارات (المواقع التي تسهل تواصل الأشخاص، مثل سلاش دوت)
. وتعد المدونات هي الأخرى شكلاً آخر من أشكال ظاهرة الصحافة الرقمية حيث تمتلك القدرة على توفير المعلومات الحديثة، التي تتراوح بين المواقع الشخصية وتلك التي يصل عدد جماهيرها إلى مئات الآلاف.
وتشارك الصحافة الرقمية في ظاهرة الصحافة السحابية وهي تمثل تدفقًا ثابتًا للمحتويات في مجتمع النطاق العريض.
تعد الصحافة المحلية هي الصحافة التي تعمل في إطار المجتمعات الصغيرة للغاية. وتناسب الصحافة المحلية، مثل أنواع الصحافة الرقمية الأخرى، القارئ وتوفر له المزيد من المعلومات بشكل أكثر من أنواع الصحافة السابقة. وهي مجانية أو غير مكلفة.

## التأثير على القراء
تسمح الصحافة الرقمية بالتواصل والتناقش على مستويات لا توفرها الصحافة المطبوعة بمفردها. فيمكن للأشخاص التعليق على المقالات والبدء في عمل لوحات النقاش من أجل مناقشة المقالات. وقبل ظهور شبكة الإنترنت، كان من المستحيل إجراء نقاشات فورية بين القراء الذين لم يلتقوا مع بعضهم البعض من قبل. وتعد عملية مناقشة الأخبار جزءًا كبيرًا مما يميز الصحافة الرقمية. ويقوم الأشخاص بالإضافة إلى الخبر الصحفي والتواصل مع الأشخاص الآخرين الذين يرغبون في مناقشة الموضوع.
وتقوم الصحافة الرقمية بتوفير الفرصة للجماهير المتخصصة، مما يسمح للأشخاص بالمزيد من الخيارات فيما يتعلق بما يتم عرضه وقراءته.
وتفتح الصحافة الرقمية طرقًا جديدة أمام نشر الأخبار، فمن خلال المكونات الفنية للوسائط الجديدة، يمكن أن يوفر الصحفيون العاملون في مجال الصحافة الرقمية مجموعة متنوعة من الوسائط، مثل الصوت والفيديو والتصوير الرقمي.
وتمثل الصحافة الرقمية ثورة لكيفية استعراض المجتمع للأخبار. فيمكن للمصادر المتاحة عبر الإنترنت توفير تقارير سريعة وفعالة ودقيقة للأخبار العاجلة خلال ثوانٍ، مما يوفر للمجتمع نظرة على الأحداث بمجرد وقوعها. وأثناء تطوير الحدث، يمكن للصحفيين توفير المعلومات للمصادر المتاحة عبر الإنترنت مما يساعد على إبقاء القراء على اطلاع على أحدث المعلومات في خلال ثوانٍ قليلة. ويمكن أن تؤثر السرعة التي يمكن نشر الخبر بها على دقة التقارير بطريقة لا تحدث في الغالب في الصحافة المطبوعة. فقبل ظهور الصحافة الرقمية، كانت عملية الطباعة تحتاج إلى قدر أكبر من الوقت، مما يسمح باكتشاف الأخطاء وتصحيحها.
ويجب أن يكون مستعرضو الأخبار على دراية بشبكة الويب ويجب أن يستخدموا التفكير النقدي لتقييم مدى مصداقية المصادر. ونظرًا لأنه من الممكن لأي شخص كتابة المقالات ونشرها على شبكة الإنترنت، فإن تعريف الصحافة آخذ في التغير. ونظرًا لتزايد درجة سهولة تأثير الشخص المتوسط في عالم الأخبار من خلال أدوات مثل المدونات وحتى التعليقات على الأخبار المتاحة على المواقع الإخبارية، يصبح من الصعوبة بمكان التدقيق في القدر الكبير من المعلومات الواردة من مجالات الصحافة الرقمية.
وهناك ميزات ضخمة فيما يتعلق بالصحافة الرقمية وثورة التدوين الحديثة بدأ الناس في التعود عليها، إلا أنه توجد عيوب لها كذلك. فعلى سبيل المثال، اعتاد الناس على ما يعرفونه بالفعل، ولا يمكنهم التأقلم في الغالب بسرعة مع التقنيات الجديدة التي تتاح في القرن الحادي والعشرين. إن أهداف الصحافة المطبوعة والرقمية واحدة، رغم حاجتهما إلى أدوات مختلفة من أجل العمل.
والتفاعل بين الكاتب والعميل أمر جديد، ويمكن أن يعزى إلى الصحافة الرقمية. وهناك العديد من الطرق للحصول على الأفكار الشخصية على شبكة الويب. وهناك بعض العيوب المتعلقة بذلك، ومع ذلك، فإن العيب الرئيسي يتمثل في المعلومات الواقعية. وهناك حاجة ملحة للدقة في الصحافة الرقمية، وإلى أن يتم الوصول إلى طريقة للتحقق من دقة الصحافة، سوف تتعرض لبعض النقد.
وتعد المصداقية من بين النزاعات الرئيسية التي تتعلق بمواقع الويب الإخبارية المتاحة عبر الإنترنت تلك. وتقارن دراسة حول مصداقية الصحافة الرقمية يتم تنفيذها من خلال جمعية الأخبار عبر الإنترنت (Online News Association) تصنيفات المصداقية العامة عبر الإنترنت مع تقييمات مصداقية المستجيبين للوسائط الفعلية. ومن خلال الاطلاع على مجموعة متنوعة من مصادر الوسائط عبر الإنترنت، وجدت الدراسة أن العامة بصفة إجمالية ينظرون إلى وسائل الإعلام عبر الإنترنت على أنها أكثر مصداقية مما عليه واقع الأمر.
وتظهر تأثيرات الصحافة الرقمية جلية في مختلف أرجاء العالم. فقد دفع هذا الشكل من أشكال الصحافة الصحفيين إلى إصلاح أنفسهم والتطور. وقد شعر الصحفيون القدماء الذين لا يمتلكون الحصافة التقنية بالقوة المؤثرة لذلك. ففي الشهور الأخيرة، تم إخراج عدد من الصحفين الكبار من الدائرة، وتم جلب الصحفيين الشباب، بسبب تكلفتهم الأقل وقدرتهم على العمل في إطار الإعدادات التقنية الأكثر تقدمًا.

## التأثير على الناشرين
قامت العديد من الصحف، مثل ذا نيويورك تايمز، بإنشاء مواقع عبر الإنترنت للحفاظ على درجة تنافسيتها، واستفادت من تقنيات الصوت والفيديو والربط النصي للبقاء في مقدمة قوائم متصفحي الأخبار.
ونادرًا ما تقوم الصحف بالإعلان عن الأخبار العاجلة الآن، حيث تقوم أغلب مواقع الويب بالإعلان عن الأخبار العاجلة قبل القنوات الإخبارية. وتسمح الصحافة الرقمية ببدء التقارير بشكل غامض وعام، ثم تتطور إلى تحسين القصة الخبرية. وقد أصبحت الصحف والقنوات التلفزيونية في موضع غير موات، لأنها بصفة عامة لا يمكن أن تقوم بعمل القصص الإخبارية عند توفر قدر كبير من التفاصيل والمعلومات. وفي الغالب، يجب أن تنتظر الصحف حتى اليوم التالي، أو حتى بعد يومين، إذا حدث الخبر العاجل في وقت متأخر، قبل أن تتمكن من نشره. وتفقد الصحف أرضية كبيرة لصالح نظيراتها المتاحة عبر الإنترنت، حيث تنتقل عائدات الإعلانات إلى شبكة الإنترنت، في حين تقل اشتراكات الصحف المطبوعة. ويمكن للناس الآن العثور على الأخبار التي يبحثون عنها، متى أرادوا، بدون الاضطرار إلى ترك منازلهم أو دفع مقابل تلقي الأخبار.
ولهذا السبب، رأى الكثير أن الصحافة الرقمية هي بمثابة النهاية للصحافة. وقد قامت مواقع الويب الإعلانية المجانية، مثل كريجزليست (Craigslist)، بتغيير الطريقة التي يقوم الناس بالإعلان بها، فقد خلقت شبكة الإنترنت طريقة أسرع وأرخص للأشخاص للحصول على المعلومات، وبالتالي، خلقت نقلة في مبيعات الإعلانات من الصحف القياسية إلى شبكة الإنترنت. وقد كان هناك تأثير ضخم للصحافة الرقمية والإعلام على صناعة الصحف، من خلال إنشاء نماذج تجارية جديدة.
يمكن الآن التفكير في وقت في المستقبل القريب لا تحتوي فيه المدن الكبيرة على الصحف، وحينها تقوم المجلات وعمليات الشبكات الإخبارية بالاعتماد على عدد صغير للغاية من المحررين. وقد تم إخراج العديد من الصحف والصحفيين المعتمدين على الصحف المطبوعة من هذا المجال قسرًا بسبب شهرة الصحافة الرقمية.
وقد حاولت الصحف التي لم تكن ترغب في الخروج قسرًا من المجال النجاة من خلال توفير الأموال وتسريح العمالة وتقليص حجم المنشورات والحد من الإصدارات، بالإضافة إلى التشارك مع الشركات الأخرى لمشاركة التغطية والمحتويات. وفي عام 2009، استنتجت دراسة من الدراسات أن أغلب الصحفيين مستعدون للتنافس في العالم الرقمي وأن هؤلاء الصحفيين يرون أن الانتقال من الصحف المطبوعة إلى الرقمية في صالات التحرير الخاصة بهم يتحرك ببطء شديد. وقد عفا الزمن على بعض المناصب المتخصصة للغاية في مجال النشر. وقد أدى تنامي الصحافة الرقمية بالإضافة إلى الاقتراب من الانهيار الاقتصادي إلى تحجيم أولئك العاملين في هذا المجال.
ويجب أن يصبح الطلاب الذين يرغبون في العمل في المجال الصحفي الآن على دراية بالصحافة الرقمية من أجل القدرة على المساهمة في مهارات الصحافة وتطويرها. ولا يجب أن يتوقف الأمر عند تقديم الصحفيين للتحليلات لجماهيرهم والتركيز على التواصل الفعال معهم، بل يجب أن يتسموا بالسرعة، فمواقع الويب الإخبارية لديها القدرة على تحديث قصصها الإخبارية خلال دقائق من وقوع الحدث الإخباري.
ويرى النقاد أن الصحافة الرقمية قد أتاحت القدرة للأفراد الذين لا يعتبرون صحفيين مؤهلين لتضليل العامة. ويرى العديد أن هذا الشكل من أشكال الصحافة قد أدى إلى إنشاء مجموعة من المواقع التي لا تتميز بمصداقية معلوماتها. فقد تم توجيه الانتقاد إلى مواقع مثل PerezHilton.com بسبب تمييعها للخطوط الفاصلة بين الصحافة وبين الكتابة المعتمدة على التعبير عن الرأي.
ويرى بعض النقاد أن الصحف يجب ألا تنتقل إلى الصيغة المتاحة على شبكة الإنترنت فقط، بل يجب أن تحافظ على توفير صحف مطبوعة بالإضافة إلى الصحف الرقمية. ومن أمثلة هذا النوع من أنواع الصحف الصحيفة الإخبارية ذا آن أربور نيوز (The Ann Arbor News)، والتي توقفت عن إصدار نسخ مطبوعة في يوليو من عام 2009. فقد تحولت تلك الصحيفة إلى كيان قائم على الإنترنت، وهو موقع AnnArbor.com، من أجل مواكبة الانتقال من الصحف المطبوعة إلى الصحف المتاحة عبر شبكة الويب.
وتتيح الصحافة الرقمية الفرصة للمواطنين والقراء بالانضمام إلى المناقشات المترابطة فيما يتعلق بالمقالات الإخبارية التي تمت قراءتها من قبل العامة. ويوفر ذلك مصدرًا ممتازًا للكتاب والمحررين لتقرير ما هو ضروري وما يجب أن يتم حذفه في المستقبل. ويمكن أن توفر تلك المناقشات المعلومات المفيدة للكتاب في الصحافة الرقمية بحيث يمكن أن يتم تنقيح وتحسين المقالات المستقبلية من أجل عمل مقال أفضل في المرات التالية.

## المدونات
مع انتشار الإعلام الرقمي، هناك نقلة من الصحفي التقليدي إلى المدونين أو الصحفيين الهواة.
ويمكن النظر إلى المدونات على أنها نوع جديد من أنواع الصحافة بسبب «نمطها السردي للأخبار المتسم بالتشخيص» والذي يبتعد عن منهجية الصحافة التقليدية، مما يؤدي إلى تغيير الصحافة إلى نوع حواري وغير مركزي بشكل أكثر من الأخبار.
لقد أصبحت المدونات جزءًا كبيرًا من بث الأخبار والأفكار بين المدن والولايات والدول، ويقول المدونين إن المدونات نفسها الآن أصبحت بمثابة الأخبار العاجلة.
حتى منشورات الأخبار المتاحة على الإنترنت تحتوي على مدونات تتم كتابتها من خلال الصحفيين التابعين لها أو غيرهم من الكتاب المحترمين الآخرين. وتسمح المدونات للقراء والصحفيين بالتعبير عن الرأي حول الأخبار والحديث حولها في بيئة منفتحة. وتسمح المدونات بالتعليقات، في حين أن بعض المنافذ قد لا تسمح بالتعليقات، بسبب الحاجة إلى المراقبة المستمرة لما يتم نشره. ومن خلال السماح بنشر التعليقات، يمكن أن يتفاعل القارئ مع خبر بدلاً من مجرد استيعاب وامتصاص الكلمات الموجودة على الشاشة. وحسب دراسة أجريت في عام 2007، فإن 15% من أولئك الذين يقومون بقراءة المدونات يفعلون ذلك من أجل الحصول على الأخبار.
ومع ذلك، فإن العديد من المدونات تكون موجهة فكريًا بشكل كبير، وتكون منحازة. وقد وضعت اللجنة التجارية الفيدرالية (FTC) معايير تفرض على المدونين الكشف عن أي سلع أو خدمات مجانية يتلقونها من الأطراف الأخرى في عام 2009 استجابة لاستفسار حول نزاهة مراجعات المنتجات والخدمات في المجتمعات المتاحة عبر الإنترنت.

## صحافة المواطنين
لقد أدى افتقار الصحافة الرقمية إلى «المحرر» التقليدي إلى ظهور صحافة المواطنين. وقد تمثلت التطورات المبكرة التي أتاحها العصر الرقمي للصحافة في البحث السريع وسهولة التحرير وتوفر وسائل الراحة وتسريع وقت تسليم المقالات. وقد وسعت شبكة الإنترنت من نطاق تأثير العصر الرقمي على الصحافة. وبسبب شهرة شبكة الإنترنت، فإن أغلب الناس يدخلون إليها، ويمكنهم إضافة النموذج الخاص بهم من الصحافة على شبكات المعلومات. ويسمح ذلك لأي شخص يرغب في مشاركة أي شيء يراه هامًا وحدث في المجتمع الخاص به. وغالبًا ما تتم الإشارة إلى الأفراد الذين لا يعتبرون صحفيين محترفين والذين يقومون بعرض الأخبار من خلال المدونات أو مواقع الويب الخاصة بهم باسم الصحفيين المواطنين. ولا يحتاج الشخص إلى درجة جامعية لكي يصبح صحفيًا مواطنًا. ويمكن للصحفيين المواطنين نشر المعلومات التي لا يمكن نشرها بأي طريقة أخرى، ويمتلك العامة فرصة أكبر للحصول على تلك المعلومات. وتستخدم بعض الشركات المعلومات التي يقوم الصحفيون المواطنون ببثها عندما لا يمكنهم الوصول بأنفسهم إلى بعض المواقف، على سبيل المثال، في الدول التي تكون فيها حرية الصحافة محدودة. ويمكن أن يقوم أي شخص بتسجيل الأحداث التي تقع وإرسالها إلى أي مكان يرغبون فيه، أو وضعها على موقع الويب الخاص بهم. ويمكن أن تحتوي مواقع الصحافة الرقمية غير الهادفة إلى الربح والأساسية عددًا أقل بكثير من الموارد من نظيراتها الخاصة بالشركات، إلا أنها بسبب الإعلام الرقمي تكون قادرة على امتلاك مواقع ويب تكون مشابهة لتلك الشركات من الناحية الفنية. وبعد ذلك، يمكن أن تقوم منافذ الإعلام الأخرى بأخذ الخبر والتعامل معه كما تشاء، مما يساعد على وصول المعلومات إلى عدد أكبر من الجماهير.
ولكي يصبح الصحفيون المواطنون فعالين وناجحين، يجب أن يكون هناك محرر مواطن، حيث يتمثل دوره في دفع الآخرين إلى توفير معلومات دقيقة والتفكير في التفاعل بين المستخدمين. وهناك مثال في بداية الصحيفة الجنوبية الكورية على الإنترنت OhMyNews، حيث قام المؤسس بتعيين عدة مئات من «المحررين المواطنين» المتطوعين لكتابة المقالات الجديدة التي يتم تحريرها والتعامل معها من خلال صحفيين محترفين 